# Euphrasia ramulosa
Euphrasia ramulosa är en snyltrotsväxtart som beskrevs av W.R. Barker. Euphrasia ramulosa ingår i släktet ögontröster, och familjen snyltrotsväxter. Inga underarter finns listade i Catalogue of Life.